# Bärental (Oberfranken)
Das Bärental ist ein kleines, etwa 3,7 km langes linkes Seitental des Weismain-Taltrichters in der Weismain-Alb. Es gehört vollständig zur Stadt Weismain im Landkreis Lichtenfels, in Bayern. Das Tal liegt im nördlichsten Teil der Fränkischen Alb und wird von der Krassach durchflossen. Im Tal leben 16, zählt man den Ort Krassach mit, 66 Personen (Stand 1. Januar 2012). Die drei bewohnten Ansiedlungen sind Herbstmühle, Krassacher Mühle und Krassach. Das Tal ist vor allem bei Wanderern beliebt und liegt vollständig im Naturpark Fränkische Schweiz-Veldensteiner Forst.

## Geographie und Beschreibung
Das Bärental beginnt in der Fränkischen Alb, etwa zwei Kilometer nordöstlich von Seubersdorf auf einer Höhe von etwa 465 M ü. NN. Zunächst verläuft das Tal in Richtung Westen und biegt kurz vor Wunkendorf in nördliche Richtung ab. An der Talbiegung befinden sich die beiden Naturdenkmäler Juraturm (50° 3′ 7,1″ N, 11° 15′ 35,6″ O) und Geierstein, zwei deutlich hervorstechende Felsnadeln mit einer Höhe von je 25 Metern. Weitere große Felswände im Tal sind der Bärentalwächter, das Felsentor, das Wunkendorfer Eck und die Krassacher Wand. Unweit des Juraturms befindet sich die einzige größere Höhle im Tal, das Bärenloch. Es handelt sich um eine Karst-Horizontalhöhle, die frei begehbar und etwa 12 Meter lang, 4 Meter breit und 3–4 Meter hoch ist. In der etwas kleineren Fuchsenhöhle wurden Knochenreste von Höhlenbären gefunden. Etwa 300 Meter nördlich der beiden Felsnadeln entspringt die Krassach. Weitere 300 Meter nördlich befindet sich die Herbstmühle.
Ab der Krassacher Mühle weitet sich das Tal deutlich aus, so dass nach der engeren Definition das Bärental dort, nach etwa 3 Kilometern endet. Die nächste Ortschaft ist Krassach. Nördlich von Krassach weitet sich das Tal noch stärker aus und wird quasi zur Ebene. Von Osten trifft nördlich von Krassach das Zillertal, in dem die Ortschaft Niesten liegt, in das Tal. Spätestens dort endet das Bärental. Im weiteren Verlauf spricht man vom „Weismain-Taltrichter“, in den auch das Kleinziegenfelder Tal mündet.

## Geologie
Am Beginn des Bärentals schneidet das Kerbtal in die oberen Mergelkalkschichten des Malm-δ ein. Im weiteren Verlauf dringen die Werkkalke der Malm-β- bis -α-Schicht ein, aus der die Krassach entspringt. Es folgen Untere Mergelkalke derselben Malmschichten, die jedoch in der Talsohle weitestgehend von Schutt- und Sedimentgestein überdeckt sind. Hinter der Krassacher Mühle kommt die Doggerschicht hervor.
Die Bärental von Wunkendorf ist vom Bayerischen Landesamt für Umwelt als wertvolles Geotop (Geotop-Nummer: 478R019) ausgewiesen.

## Flora und Fauna

### Flora
Das Bärental lässt sich in zwei unterschiedliche Naturräume aufteilen. Der vordere Teil, beginnend bei der Krassacher Mühle, ist von offenen Wiesen im Talgrund und Misch- und Laubwäldern an den Talrändern geprägt. An der Krassach ist das Ufer hauptsächlich von Erlen und Weiden gesäumt. Ab der Herbstmühle verschwinden die offenen Flächen und das Tal weist einen durchgängigen Waldbestand auf. Zunächst beginnt ein gepflanzter Fichtenwald, der jedoch in der Bachnähe standortfremd wächst und zahlreiche andere Arten verdrängt. Bei der kalkhaltigen Krassachquelle befinden sich verstärkt schmale Bach-Eschenwälder, wo im Frühjahr dichte Bestände des Gegenblättrigen Milzkrauts wachsen. Die schmalen Gehölzsäume von Erle, Esche und Weide an den Flussufern sind die Überreste der einstigen Auenwälder, die durch die menschliche Landnutzung bereits im Mittelalter bis auf kleine Reste vollständig abgeholzt wurden. Bis zum Talende hin wechseln sich wieder Laub- und Mischwälder ab.
Eine Besonderheit stellt die Mehlbeerenart Ades Mehlbeere (Sorbus adeana) dar. Es handelt sich dabei um einen Lokalendemit im Bärental, der genauso wie die Kordigast-Mehlbeere in den 1990er Jahren von dem auf Mehlbeeren spezialisierten Biologen Norbert Meyer entdeckt und von ihm nach dem Botaniker Alfred Ade benannt wurde. Ade wirkte Anfang des 20. Jahrhunderts im Weismainer Raum und beschrieb dort als Erster ausführlich die heimische Pflanzenwelt. Außer im Bärental wächst Ades Mehlbeere nur noch im Kleinziegenfelder Tal.

### Fauna
Die Tierwelt im Bärental unterscheidet sich nicht wesentlich von der in anderen Waldstücken in Oberfranken. So gibt es von Insekten und Wirbeltieren über Kleinsäuger bis hin zu Singvögeln, Greifvögeln und größeren Säugetieren wie Rot- und Schwarzwild zahlreiche Arten. An größeren Greifvögeln leben unter anderem Uhus im Tal. Auf der Felsnadel Juraturm befindet sich ein alljährlich bewohnter Horst, der vom Wanderweg durch das Tal gut erkennbar ist.

## Besiedlung, Bevölkerung und Infrastruktur

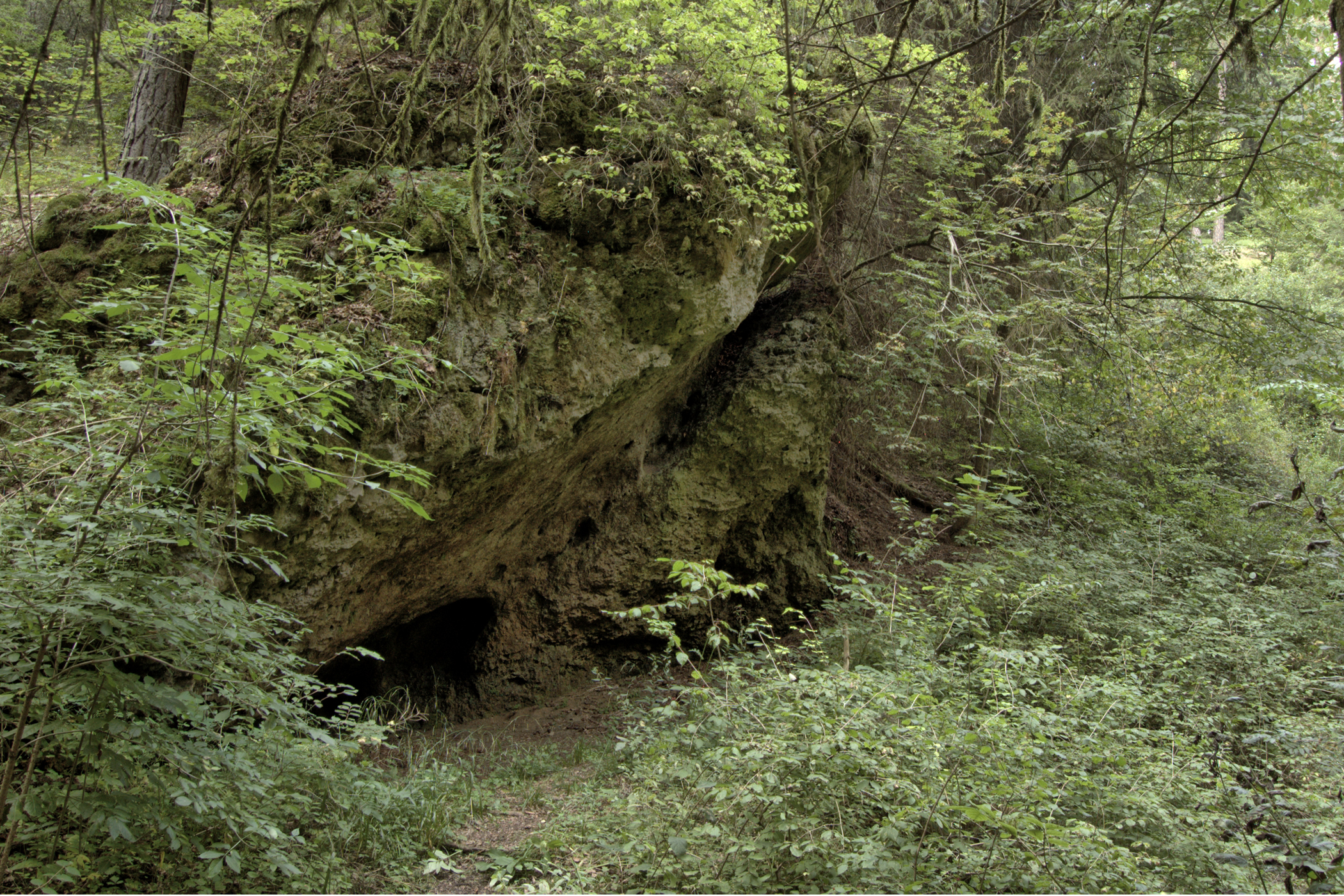
Die Schräge Wand im Bärental (2012)

Im Bärental befinden sich die Herbstmühle und die Krassacher Mühle, die zusammen 16 Einwohner haben (Stand 1. Januar 2012). Zählt man den Ort Krassach mit, kommen weitere 50 Bewohner dazu. Da die Krassacher Mühle spätestens 1286 gebaut wurde, kann seitdem eine dauerhafte Besiedlung des Tals angenommen werden. Die Herbstmühle wurde spätestens Ende des 18. Jahrhunderts gebaut. Die ältesten Spuren menschlicher Besiedlung im Tal wurden unter dem Felsüberhang Schräge Wand gefunden. Sie konnten auf ein Alter von 8000 Jahren datiert werden und stammen aus der Mittelsteinzeit.
Abzweigend von der Kreisstraße LIF 24 von Weismain in Richtung Neudorf führt eine einspurige asphaltierte Straße durch Krassach bis zur Krassacher Mühle. Hinter der Mühle beginnt ein gut ausgebauter geschotterter Forstweg, der bis zur Herbstmühle führt. Von dort aus führt ein befestigter Erdweg nach Wunkendorf und ein weiterer bis zum Talende. Zur Sicherheit der Kletterer im Bärental und im benachbarten Kleinziegenfelder Tal befindet sich in einem Nebengebäude der Mühle eine Station und Unterkunft der Kulmbacher Bergwachtsektion.

## Kultur, Brauchtum und Tourismus
Am südlichen Ende des Bärentals gibt es eine große Lichtung, auf der alljährlich am 1. Mai ein großes Fest abgehalten wird. Dort steht ein großes Kruzifix und in einer Felsengrotte ist eine Madonnenstatue eingelassen. Das Bärental wird im Frühjahr, Sommer und Herbst von zahlreichen Wanderern wegen seiner ruhigen Lage und in weiten Teilen unberührten Natur besucht. Die Kletterfelsen im Tal sind in Klettererkreisen überregionale bekannt. Die Bergwachtsektion an der Herbstmühle hält alljährlich am 3. Oktober das Juraturm-Fest ab.